# Ivan Hind
Ivan Frank Hind (zm. 12 sierpnia 1918 w Brie) – południowoafrykański asów myśliwskich okresu I wojny światowej. Autor 8 zwycięstw powietrznych.
Urodzony w Johannesburgu Ivan Frank Hind dołączył do lotnictwa brytyjskiego w maju 1917 roku. 12 kwietnia 1918 roku odniósł pierwsze zwycięstwo powietrzne odniósł na południe od Estraires nad samolotem Albatros D.V. Jego 7 przedostatnią ofiarą był niemiecki as Josef Raesch z Jasta 43, który przeżył zestrzelenie odnosząc  tylko niewielkie obrażenia.
Został zestrzelony 12 sierpnia 1918 roku przez jednego z największych asów niemieckich Ernsta Udeta z Jasta 4.